# Henry Lopes (1er baron Roborough)
Henry Yarde Buller Lopes, 1er baron Roborough (24 mars 1859-14 avril 1938), de Maristow dans la paroisse de Tamerton Foliot, Devon, est un homme politique du Parti conservateur britannique.

## Biographie
Lopes est le fils unique de Massey Lopes (3e baronnet) et Bertha, fille de John Yarde-Buller (1er baron Churston). Il est élu à la Chambre des communes pour Grantham en 1892, siège qu'il occupe jusqu'en 1900. Il succède à son père comme baronnet en 1908 et, le 24 janvier 1938, il est élevé à la pairie en tant que baron Roborough, de Maristow dans le comté de Devon. Il est haut shérif du Devon en 1914.
Lord Roborough épouse Alberta Louise Florence, fille de William Edgcumbe (4e comte de Mount Edgcumbe), en 1891. Il meurt en avril 1938, moins de trois mois après son élévation à la pairie, à l'âge de 79 ans, et son fils Massey lui succède. Lady Roborough est décédée en 1941.
Lopes Hall à l'Université d'Exeter est nommé en son honneur.